# Fremont (film)
Pour les articles homonymes, voir Fremont.
 (décembre 2023).
Si vous disposez d'ouvrages ou d'articles de référence ou si vous connaissez des sites web de qualité traitant du thème abordé ici, merci de compléter l'article en donnant les références utiles à sa vérifiabilité et en les liant à la section « Notes et références ».
Pour plus de détails, voir Fiche technique et Distribution.
Fremont (prononcé [ˈfriːmɒnt]) est un film dramatique américain réalisé par Babak Jalali et sorti en 2023.

## Fiche technique
Sauf indication contraire, les informations mentionnées dans cette section peuvent être confirmées par les bases de données cinématographiques IMDb et Allociné,  présentes dans la section « Liens externes ».
- Titre original : Fremont
- Réalisation : Babak Jalali
- Scénario : Carolina Cavalli et Babak Jalali
- Musique : Mahmood Schricker
- Décors : James Kreuzer et Cem Salur
- Costumes : Caroline Sebastian
- Photographie : Laura Valladao
- Son : Stefano Grosso
- Montage : Babak Jalali
- Production : Rachael Fung, Chris Martin, Marjaneh Moghimi, George Rush, Sudnya Shroff et Laura Wagner
  - Production associée : Valerie Bush, Darrick Chan et Peter McClellan
  - Production déléguée : Nickhill Jakatdar, Lata Krishnan, Akash Nigam et Neda Nobari
- Sociétés de production : Butimar Productions, Extra A Productions et Blue Morning Pictures
- Société de distribution : Memento International et JHR Films
- Budget :
- Pays de production :  États-Unis
- Langue originale : anglais
- Format :
- Genre : drame
- Durée : 91 minutes
- Dates de sortie :
  - États-Unis :
    - 20 janvier 2023 (Salt Lake City)
    - 25 août 2023 (en salles)

  - France : 6 décembre 2023

## Distribution
- Anaita Wali Zada : Donya
- Jeremy Allen White : Daniel
- Gregg Turkington : Dr Anthony
- Hilda Schmelling : Joanna
- Avis See-tho : Fan
- Taban Ibraz : Mina
- Timur Nusratty : Suleyman
- Eddie Tang : Ricky